# Christian Petry
Pour les articles homonymes, voir Petry.
Christian Petry, né le 15 mars 1965 à Neunkirchen dans la Sarre) est un politicien allemand (SPD) et membre du Bundestag allemand pour la circonscription 298 St. Wendel depuis janvier 2014. 
Au Bundestag allemand, Christian Petry est porte-parole de la politique européenne du groupe parlementaire SPD et président du groupe parlementaire SPD au sein de la commission des affaires de l'Union européenne . Par ailleurs, il est depuis mars 2018 secrétaire général du SPD de la Sarre. 

## Biographie
Christian Petry a fait des études de sciences administratives et de macro- et micro-économie avant d’obtenir le titre universitaire technique d’expert diplômé en gestion administrative. De 1992 à 1995, il a travaillé comme collaborateur scientifique du groupe parlementaire SPD au parlement du Land de la Sarre sous la direction de Reinhard Klimmt, puis de 1995 à 1998 comme conseiller personnel et porte-parole du Ministre de l’intérieur de la Sarre Friedel Läpple, avant de devenir porte-parole du groupe parlementaire SPD au parlement du Land de la Sarre, fonction qu’il a exercée jusqu'en 1999. Plus tard, il a orienté sa carrière vers le conseil dans le domaine de l’administration de l’état civil et de la nationalité et du droit applicable aux fondations au Ministère de l’intérieur de la Sarre. 

### Parcours politique
Lors de la 18e législature, Christian Petry était porte-parole suppléant du groupe parlementaire SPD au Bundestag pour la politique européenne ainsi que membre titulaire de la commission des affaires de l’Union européenne, de la commission des finances et de l’organe parlementaire de contrôle des marchés financiers. 
Lors de la 19e législature, Christian Petry est porte-parole du groupe parlementaire SPD au Bundestag pour la politique européenne ainsi que membre titulaire de la commission des affaires de l’Union européenne et membre suppléant de la commission du budget. Par ailleurs, il est membre titulaire du groupe de travail franco-allemand sur le Traité de l’Élysée et de la conférence interparlementaire pour la stabilité, la coordination économique et la gouvernance dans l'UE. Depuis 2019, Petry est membre de l'Assemblée parlementaire franco-allemande et du comité de coopération transfrontalière en vertu de l'article 14 du traité d'Aix-la-Chapelle . Depuis 2020 il est membre de l'Assemblée parlementaire du Conseil de l'Europe . 

### Engagement social
Christian Petry est président de l’association régionale sarroise des services de secours techniques (THW Landeshelfervereinigung Saarland e.V.), membre du bureau directeur de la Fondation des services de secours techniques (THW), membre de l’assemblée des administrateurs de l’Institut de politique européenne (IEP) ainsi que vice-président du Mouvement européen-Allemagne, plus grand réseau en faveur de la politique européenne en Allemagne. 
Engagé dans la politique communale, Christian Petry fait partie depuis 1989 du conseil municipal de la localité d'Illingen ainsi que du comité de quartier de Welschbach qu’il représente au conseil municipal depuis 1999.